# Nikolay Solodukhin
Nikolay Ivanovich Solodukhin (russe : Николай Иванович Солодухин), né le 3 janvier 1955 à Paserkovo, est un judoka soviétique.

## Biographie
Nikolaï Solodoukhine participe aux Jeux olympiques d'été de 1980 à Moscou en catégorie des moins de 65 kg et est sacré champion olympique après avoir battu en finale le Mongol Tsendiin Damdin.
Il est aussi champion du monde en 1979 et en 1983.